# Низип
Низип (тур. Nizip) је град у Турској у вилајету Газијантеп. Према процени из 2009. у граду је живело 94.716 становника.

## Становништво
Према процени, у граду је 2009. живело 94.716 становника.
| 1990.  | 2000.  |
| ------ | ------ |
| 58.604 | 71.629 |